# Отрадненський район
Отрадненський район Краснодарського краю був заснований в 1924 році.
Адміністративний центр району — станиця Отрадна.

## Географія
Район розташовано на південному сході краю, межує на сході із Ставропольським краєм, на півдні з Карачаєво-Черкесією, на півночі і заході з Новокубанським, Лабинським і Мостовським районами Краснодарського краю.
Клімат характеризується невеликими річними перепадами температур. Літо зазвичай не спекотне (+19 … +22) з дощами, зима тепла (середня температура −10 … −20). Середньорічна кількість опадів 560—770 мм, з них в літній час 440—640 мм. Протягом року переважає ясна погода — близько 80% сонячних днів. Пануючи вітри східних, південних і західних напрямів. Рельєф району є передгірні рівнини, висота над рівнем моря становить від 300 до 1500 метрів. Ґрунтовий покрив представлений в основному чорноземами.
Загальна площа району становить 245 208 га.

## Історія
Отрадненский район було засновано у 1924, на підставі постанови Президії ВЦВК від 2 червня 1924. 31 грудня 1934, ВЦВК затвердив новий адміністративно-територіальний поділ краю. У результаті розукрупнення на території нинішнього району утворилися: Отрадненский район — центр станиця Отрадна, Спокойненський район — центр станиця Спокійна, Удобненський район — центр станиця Удобна.
13 вересня 1937, було прийнято Постанова ЦВК СРСР про поділі Азовсько-Чорноморського краю на Ростовску область і Краснодарський край, куди і увійшли Отрадненський, Спокойненсткий і Удобненський райони.
Указом від 22 серпня 1953, Удобненський район повністю увійшов в склад Отрадненського району.
Указом від 28 квітня 1962, Спокойненський район також повністю увійшов в склад Отрадненського району.

## Адміністративний поділ
Територія Отрадненского району складається з 14 сільських поселень:
| Сільське поселення   | Центр                   | Кількість СНП | Площа, кв.км | Населення, чол. |
| -------------------- | ----------------------- | ------------- | ------------ | --------------- |
| Бесстрашненське      | станиця Бесстрашна      | 1             | 102,33       | 640             |
| Благодарненське      | село Благодарне         | 8             | 202,05       | 5 036           |
| Красногвардійське    | село Гусаровське        | 8             | 123,75       | 2 289           |
| Малотенгінське       | станиця Малотенгінська  | 5             | 88,54        | 1 928           |
| Маяцьке              | селище Маяк             | 3             | 94,00        | 680             |
| Надежненське         | станиця Надєжна         | 1             | 86,94        | 1 768           |
| Отрадненське         | станиця Отрадна         | 5             | 240,25       | 24 397          |
| Передовське          | станиця Передова        | 3             | 202,93       | 4 241           |
| Подгорненське        | станиця Подгорна        | 1             | 209,53       | 2 008           |
| Подгорно-Синюхинське | станиця Подгорна Синюха | 3             | 104,88       | 1 160           |
| Попутненське         | станиця Попутна         | 3             | 202,93       | 4 241           |
| Руд'євське           | село Рудь               | 4             | 171,90       | 1 511           |
| Спокійнінське        | станиця Спокійна        | 2             | 137,00       | 5 834           |
| Удобненське          | станиця Удобна          | 10            | 318,91       | 7 077           |

Загалом на території району розташовані 57 населених пунктів.

## Ресурси Інтернет
- Офіційний сайт адміністрації муніципального утворення Отрадненський район Краснодарського краю [Архівовано 1 березня 2007 у Wayback Machine.] (рос.)
- Отрадненський район (рос.)
- Інформаційний портал Отрадненського району [Архівовано 28 листопада 2020 у Wayback Machine.] (рос.)